# Astiericeras
Astiericeras – rodzaj głowonogów z podgromady amonitów.
Żył w okresie kredy (alb).